# Carcinonemertes mitsukurii
Carcinonemertes mitsukurii är en djurart som tillhör fylumet slemmaskar, och som beskrevs av Tadahiro Takakura 1910. Carcinonemertes mitsukurii ingår i släktet Carcinonemertes och familjen Carcinonemertidae. Inga underarter finns listade i Catalogue of Life.